# Henry James
Pour les articles homonymes, voir James.
Œuvres principales
- Daisy Miller (nouvelle, 1878)
- Portrait de femme (roman, 1881)
- Les Bostoniennes (roman, 1886)
- Le Motif dans le tapis (nouvelle 1896)
- Le Tour d'écrou (nouvelle, 1898)
- Les Ailes de la colombe (roman, 1902)
- Les Ambassadeurs (roman, 1903)
- La Coupe d'or (roman, 1904)

Henry James, né le 15 avril 1843 à New York, et mort le 28 février 1916 à Londres, est un écrivain américain. Il obtient la nationalité britannique le 26 juillet 1915.
Figure majeure du réalisme littéraire du XIXe siècle, Henry James est considéré comme un maître de la nouvelle et du roman pour le grand raffinement de son écriture. On le connaît surtout pour une série de romans importants dans lesquels il décrit la rencontre de l'Amérique avec l'Europe. Ses intrigues traitent de relations personnelles et de l'exercice du pouvoir qu'elles impliquent, ainsi que d'autres questions morales. En adoptant le point de vue d'un personnage central de l'histoire, il explore les phénomènes de conscience et de perception. Le style de ses œuvres tardives l'a fait comparer à un peintre impressionniste.
Henry James voulait convaincre les écrivains britanniques et américains de présenter leur vision du monde avec la même liberté que les auteurs français. Son usage imaginatif du point de vue narratif, du monologue intérieur et du narrateur mensonger dans ses propres nouvelles et romans apporta une nouvelle profondeur et un regain d'intérêt à la fiction réaliste, et préfigure les œuvres modernes du XXe siècle. Outre son imposante œuvre de fiction, cet auteur prolifique produisit également de nombreux articles, des livres de voyage, de biographie, d'autobiographie et de critique littéraire, mais aussi des pièces de théâtre, dont certaines furent montées de son vivant avec un succès relatif. Son œuvre dramatique aurait profondément influencé ses dernières productions littéraires.

## Biographie

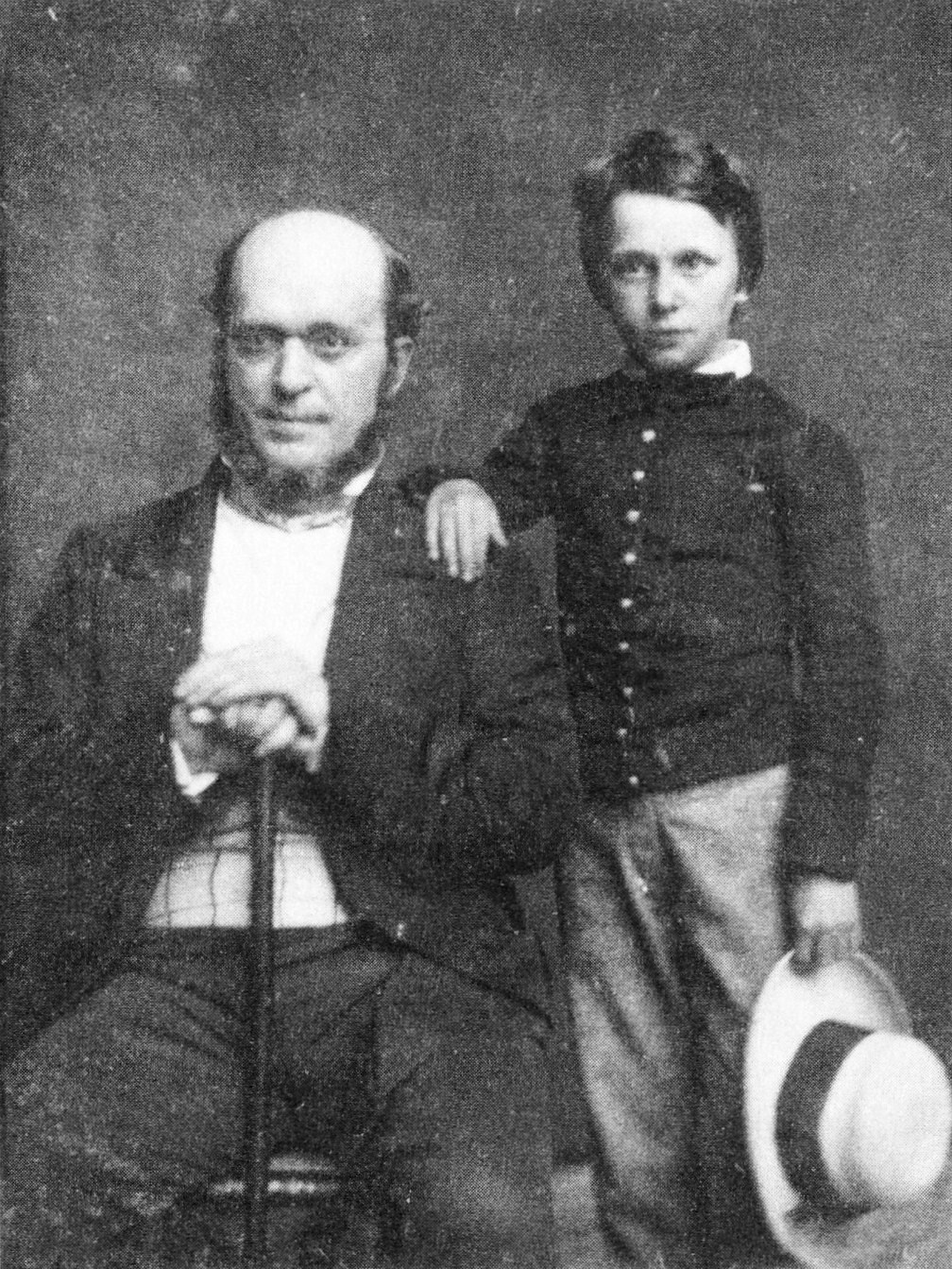
Henry James, 8 ans, avec son père, Henry James, Sr. — daguerréotype de Mathew Brady, 1854.

Fils de Henry James Sr., l'un des intellectuels les plus célèbres du pays au milieu du XIXe siècle, et de Mary Robertson Walsh, Henry est le second des cinq enfants (William, né en 1842, Garth Wilkinson, né en 1845, Robertson, né en 1846, et Alice née en 1848).
La fortune acquise par son grand-père, émigré irlandais arrivé aux États-Unis en 1789, a mis la famille à l'abri des servitudes de la vie quotidienne. Son frère aîné, William James, deviendra professeur à Harvard et se fera connaître pour sa philosophie pragmatiste. Malgré des liens solides, la rivalité entre les deux frères créa toujours des conflits latents.
Dans sa jeunesse, James voyage en permanence entre l'Europe et l'Amérique, éduqué par des tuteurs à Genève, Londres, Paris, Bologne et Bonn. Dès l'enfance, il lit les classiques des littératures anglaise, américaine, française et allemande mais aussi les traductions des classiques russes. Après un séjour de cinq ans en Europe, la famille s'établit, en 1860, en Nouvelle-Angleterre où elle demeura pendant la guerre civile.
À l'âge de 19 ans, il est brièvement inscrit à la faculté de droit de Harvard, rapidement abandonnée face au désir d'être « tout simplement littéraire ». En 1863, il publie anonymement sa première nouvelle, Une tragédie de l'erreur (A Tragedy of Errors), ainsi que des comptes rendus critiques destinés à des revues. L'Histoire d'une année (The Story of a Year), sa première nouvelle signée, paraît dans le numéro de mars 1865 de l'Atlantic Monthly.
De février 1869 au printemps 1870, Henry James voyage en Europe, d'abord en Angleterre, puis en France, en Suisse et en Italie. De retour à Cambridge, il publie son premier roman, Le Regard aux aguets, écrit entre Venise et Paris. De mai 1872 à mars 1874, il accompagne sa sœur Alice et sa tante en Europe où il écrit des comptes rendus de voyage pour The Nation. Il commence à Rome l'écriture de son deuxième roman Roderick Hudson, publié à partir de janvier 1875 dans l’Atlantic Monthly, qui inaugure le thème « international » de la confrontation des cultures d'une Europe raffinée et souvent amorale, et d'une Amérique plus fruste, mais plus droite. À cette époque, il aborde aussi le genre fantastique avec la nouvelle Le Dernier des Valerii (1874), inspirée de Mérimée, avant de trouver sa voie propre dans les histoires de fantômes (Ghost Tales), où il excelle, comme le prouve notamment Le Tour d'écrou (1898).
Après quelques mois à New York, il s'embarque à nouveau pour l'Europe le 20 octobre 1875. Après un séjour à Paris, où il se lie d'amitié avec Tourgueniev et rencontre Flaubert, Zola, Maupassant et Alphonse Daudet, il s'installe, en juillet 1876, à Londres. Les cinq années qu'il y passe seront fécondes : outre de nombreuses nouvelles, il publie L'Américain, Les Européens, un essai sur les poètes et romanciers français French Poets and Novelists, etc. Daisy Miller lui vaut la renommée des deux côtés de l'Atlantique. Après Washington Square, Portrait de femme est souvent considéré comme une conclusion magistrale de la première manière de l'écrivain.
Sa mère meurt en janvier 1882, alors que James séjourne à Washington. Il revient à Londres en mai et effectue un voyage en France (d'où naîtra, sous le titre A Little Tour in France, un petit guide qui servira à plusieurs générations de voyageurs dans les régions de la Loire et du Midi). Il rentre de façon précipitée aux États-Unis où son père meurt le 18 décembre, avant son arrivée. Il revient à Londres au printemps 1883. L'année suivante, sa sœur Alice, très névrosée, le rejoint à Londres où elle mourra le 6 mars 1892.
En 1886, il publie deux romans, Les Bostoniennes et La Princesse Casamassima, qui associent à des thèmes politiques et sociaux (féminisme et anarchisme) la recherche d'une identité personnelle. Suivent deux courts romans en 1887, Reverberator et Les Papiers d'Aspern, puis La Muse tragique en 1890.
Bien qu'il soit devenu un auteur au talent reconnu, les revenus de ses livres restent modestes. Dans l'espoir d'un succès plus important, il décide alors de se consacrer au théâtre. En 1891, une version dramatique de L'Américain rencontre un petit succès en province, mais reçoit un accueil plus mitigé à Londres. Il écrira ensuite plusieurs pièces qui ne seront pas montées.
En 1895, la première de Guy Domville finit dans la confusion et sous les huées. Après cet échec, il revient au roman, mais en y appliquant peu à peu les nouvelles compétences techniques acquises au cours de sa courte carrière dramatique.
En 1897, il publie Les Dépouilles de Poynton et Ce que savait Maisie. Puis, entre 1902 et 1904, viennent les derniers grands romans : Les Ailes de la colombe, Les Ambassadeurs et La Coupe d'or.

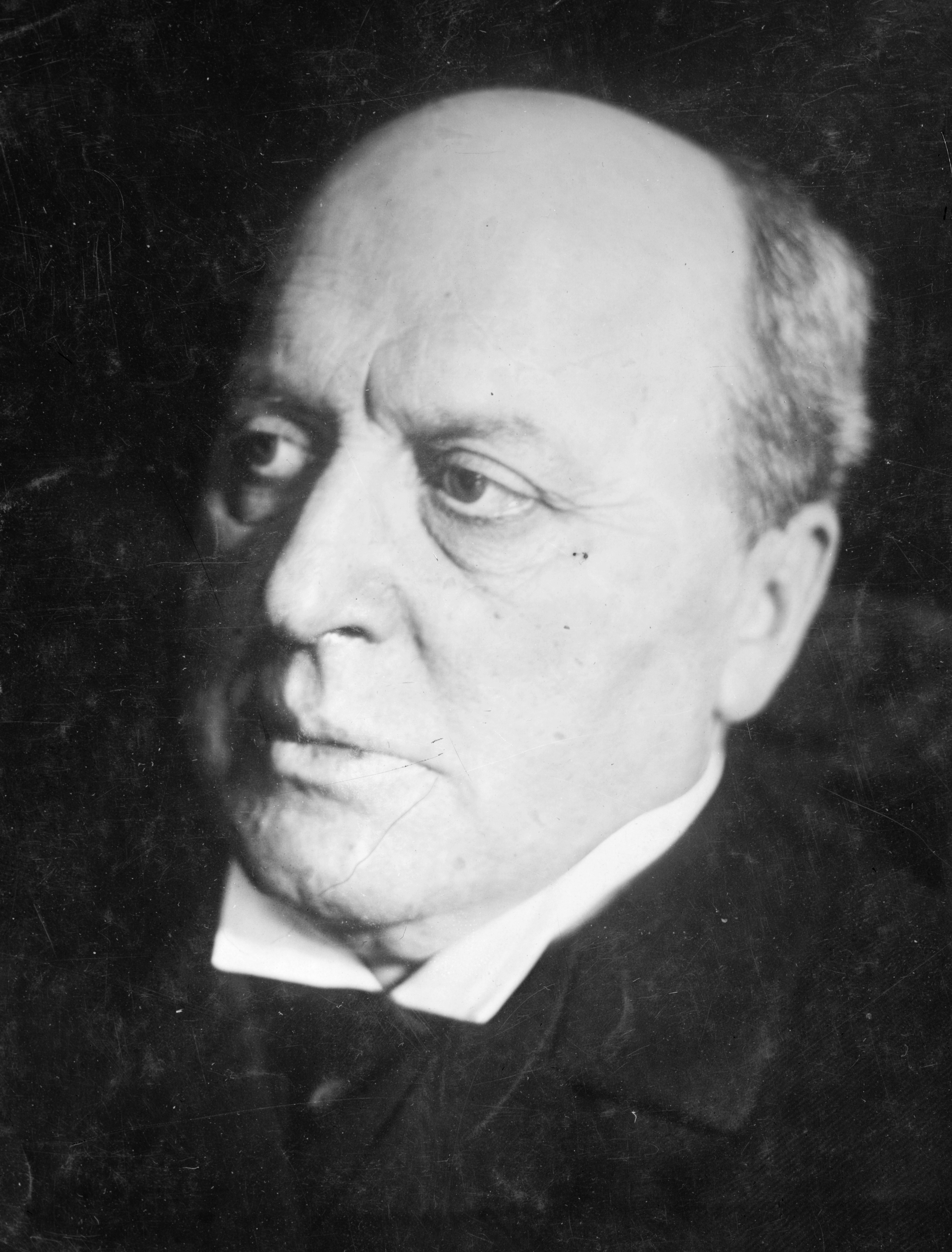
Henry James en 1910.

En 1903, James a soixante ans et un « mal du pays passionné » l'envahit. Le 30 août 1904, il débarque à New York, pour la première fois depuis vingt ans. Il quitte les États-Unis le 5 juillet 1905, après avoir donné de nombreuses conférences à travers tout le pays. Ses impressions seront réunies dans un essai intitulé La Scène américaine (The American Scene).
Avant son retour en Angleterre, il met au point, avec les Éditions Scribner, le projet d'une édition définitive de ses écrits, The Novels and Tales of Henry James, New York Edition, qui comportera, à terme, vingt-six volumes. Entre 1906 et 1909, il travaille à l'établissement des textes, n'hésitant pas à apporter des corrections significatives à ses œuvres les plus anciennes, et rédige dix-huit préfaces qui donnent des vues pénétrantes sur la genèse de ses œuvres et ses théories littéraires. Le manque de succès de cette entreprise l'affecte durablement.

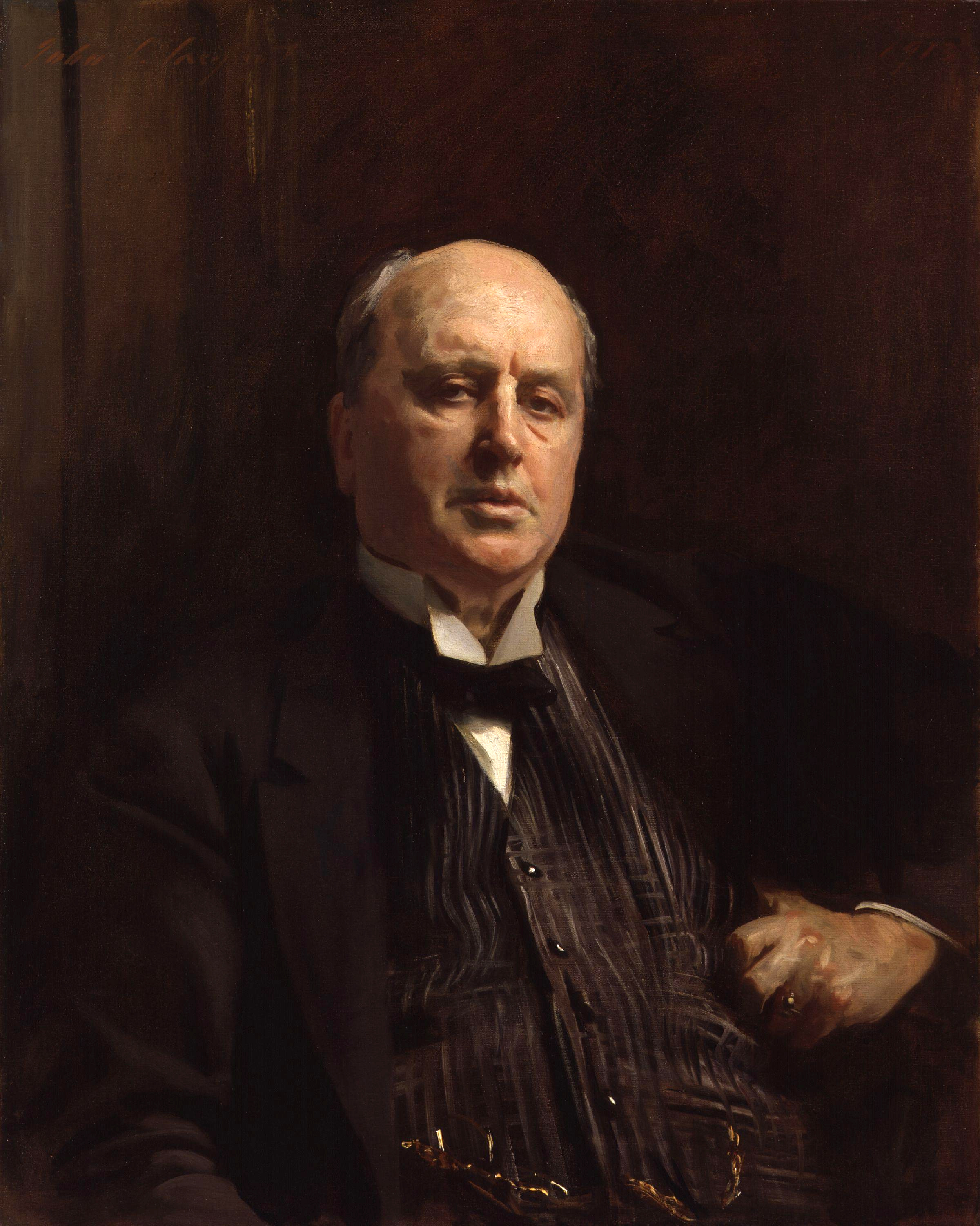
Portrait de Henry James
John Singer Sargent (1913)
National Portrait Gallery

Son portrait par John Singer Sargent a été commandé pour célébrer le soixante-dixième anniversaire de James par un groupe de 269 abonnés. Finalement, l'artiste, un compatriote américain et ami, a renoncé à ses honoraires. Une fois terminé, James déclare que le portrait est « une ressemblance vivante et un chef-d'œuvre de la peinture ». Présenté à l'exposition de la Royal Academy en mai 1914, le portrait est défiguré par une suffragette nommée Mary Wood, qui coupe la toile trois fois avec un couperet à viande autour de l'œil droit avant d'être appréhendée.
En 1915, déçu par la neutralité initiale des États-Unis face à la Première Guerre mondiale qui fait rage sur le continent, il demande et obtient la nationalité britannique. Il a une attaque cérébrale le 2 décembre, suivie d'une seconde le 13. Il reçoit l'ordre du Mérite le jour de l'an 1916, et meurt le 28 février.

### Carrière littéraire

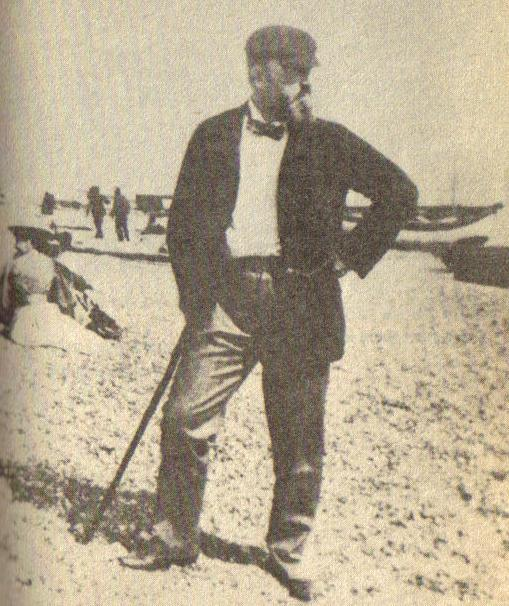
Henry James en 1897.

Henry James nourrit très tôt l'ambition d'une carrière d'homme de lettres. Son premier écrit publié est la critique d'une interprétation, qui reflète son intérêt de toujours pour l'art de l'acteur.
Jusqu'à ses 50 ans, James vit de son écriture, principalement par ses contributions dans des mensuels illustrés anglais et américains, mais après la mort de sa sœur, en 1892, ses royalties s'ajoutent à un modeste revenu provenant des propriétés familiales de Syracuse. Ses romans paraissent en épisodes avant l'édition en livre. Il écrit avec une régularité qui empêche les révisions ultérieures.
Pour augmenter ses revenus, il est aussi très souvent publié pour les journaux, écrivant jusqu'à sa mort dans des genres très variés sur différents supports. Dans ses critiques de fiction, de théâtre et de peinture, il développe l'idée de l'unité des arts. Il aura écrit deux longues biographies, deux volumes de mémoire sur son enfance et un long fragment d'autobiographie ; 22 romans, dont deux inachevés à sa mort, 112 contes et nouvelles de diverses longueurs, quinze pièces de théâtre, et des dizaines d'essais à thème ou autres récits de voyages.
Ses biographies et les critiques littéraires permettent de citer Ibsen, Hawthorne, Balzac, et Tourgueniev comme ses influences majeures. Il révisa ses grands romans et de nombreux contes et nouvelles pour l'édition d'anthologie de son œuvre de fiction, dont les vingt-trois volumes constituent son autobiographie artistique qu'il appela « The New York Edition » pour réaffirmer les liens qui l'ont toujours uni à sa ville natale. Dans son essai The Art of Fiction, ainsi qu'en préface de chaque volume de The New York Edition, l'écrivain explique sa vision de l'art de la fiction, en insistant sur l'importance de personnages et descriptions réalistes à travers les yeux et la pensée d'un narrateur impliqué dans le récit.
À différents moments de sa carrière, Henry James écrivit des pièces de théâtre, en commençant par des pièces en un acte pour des magazines, entre 1869 et 1871, et l'adaptation dramatique de sa fameuse nouvelle Daisy Miller en 1882.
De 1890 à 1892, il se consacre à réussir sur la scène londonienne, écrivant six pièces, dont seule l'adaptation de son roman L'Américain sera produite. Celle-ci fut représentée plusieurs années de suite par une compagnie de répertoire et avec succès à Londres, sans toutefois s'avérer très lucrative pour son auteur. Ses autres pièces ne seront pas produites. Aussi cesse-t-il, après la mort de sa sœur Alice en 1892, de se consacrer au théâtre. Voulant améliorer ses revenus, il constate l'échec de son entreprise.
Pourtant, en 1893, il répond à la demande de l'acteur-impresario George Alexander qui lui commande une pièce sérieuse pour la réouverture après rénovation du St. James's Theatre. Henry James écrit alors le drame Guy Domville que produit donc George Alexander. Le soir de la première, le 5 janvier 1895, s'achève sous les sifflets du public. L'auteur s'en montre affecté, mais l'incident ne se répètera pas : les critiques sont bonnes et la pièce est jouée pendant cinq semaines avant d'être remplacée par L'Importance d'être Constant d'Oscar Wilde, pour laquelle George Alexander prévoit de meilleurs lendemains pour la saison à venir.
Henry James ne voulait plus écrire pour le théâtre. Mais les semaines suivantes, il accepte d'écrire un lever de rideau pour Ellen Terry. Ce sera la pièce en un acte Summersoft, qu'il adaptera ensuite en nouvelle, intitulée Covering End, avant d'en faire une version longue pour la scène, The High Bid, brièvement produit à Londres en 1907. Revenant à l'écriture dramatique, il écrit alors trois nouvelles pièces. Deux d'entre elles étaient en production au moment de la mort d'Édouard VII le 6 mai 1910 qui plonge Londres dans le deuil, entraînant la fermeture des théâtres.
Découragé par une santé défaillante et le stress du travail théâtral, Henry James ne renouvela pas ses efforts, mais recycla ses pièces en romans à succès. Le Tollé fut un best-seller à sa publication américaine en 1911. À l'époque de son implication théâtrale, de 1890 à 1893, il exerça également la fonction de critique et aida Elizabeth Robins et d'autres à traduire et monter Henrik Ibsen pour la première fois sur une scène londonienne.
Il meurt le 28 février 1916 à Chelsea, quartier de Londres.

### Vie personnelle et sentimentale

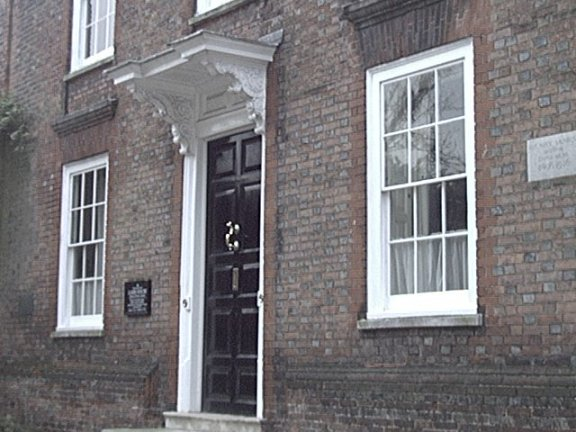
Lamb House à Rye, Sussex de l'Est, où vit Henry James à partir de 1897.

Henry James ne s'est jamais marié. Installé à Londres, il se présentait comme un célibataire endurci et rejetait régulièrement toute suggestion de mariage. Après sa mort, des critiques s’interrogèrent sur les raisons de son célibat. Dans ses écrits sur la famille James, F. W. Dupee émit l’hypothèse qu’il était amoureux de sa cousine Mary (« Minnie ») Temple, mais qu'une peur névrotique de la sexualité l’aurait empêché d'admettre ses sentiments : « Les problèmes de santé d'Henry James [...] étaient les symptômes de la peur ou du dégoût que lui inspirait l'acte sexuel. »
Dupee s’appuie sur un passage des mémoires de l'écrivain, A Small Boy and Others, dans lequel celui-ci rapporte un cauchemar qui avait suivi une visite au Louvre, où il avait pu voir des tableaux à la gloire de Napoléon. Il donne ce rêve en exemple de l’idée romantique que James se faisait de l’Europe, pur univers de fantaisie napoléonienne où il alla chercher refuge.
Une telle analyse semblait donner raison aux critiques littéraires, tels que Van Wyck Brooks et Vernon Parrington ; ils avaient à l’époque condamné la façon dont Henry James avait quitté les États-Unis, et critiqué son œuvre qu'ils jugeaient celle d’un déraciné efféminé. Leon Edel fit de cette névrose les prémisses d’une remarquable biographie qui fit longtemps autorité. Mais Dupee n’avait pas eu accès aux archives de la famille James, ayant consulté principalement les Mémoires de son frère aîné et l’édition d’une partie de sa correspondance due à Percy Lubbock, qui rassemblait en majorité des lettres datant de la fin de sa vie. C’est peut-être pour cette raison que le portrait de Dupee montre un Henry James passant directement de l’enfance auprès de son frère aîné aux problèmes de santé de l’âge mûr.
Au fur et à mesure de la mise au jour des archives, dont les journaux intimes de contemporains et des centaines de lettres sentimentales et, parfois, érotiques, écrites par James à des hommes plus jeunes que lui, la figure du célibataire névrosé laisse la place à celle de l'homosexuel honteux. Comme le déclara l'auteur Terry Eagleton : «… les critiques homosexuels débattent pour savoir à quel point était réprimée sa (probable) homosexualité… »
Les lettres de Henry James au sculpteur expatrié Hendrik Christian Andersen ont fait l'objet d'une attention particulière. James rencontre le jeune artiste de 27 ans à Rome en 1899, alors que lui-même a 56 ans, et il lui écrit des lettres particulièrement enflammées :
« Je te tiens, très cher garçon, dans mon amour le plus profond et en espère autant pour moi ; dans chaque battement de ton âme. »
Dans une lettre du 6 mai 1904 à son frère William, il se définit comme « ton Henry toujours célibataire sans espoir bien que sexagénaire. » La vérité de cette assertion a fait l'objet de controverses parmi les biographes de l'auteur, mais les lettres à Andersen sont parfois quasi érotiques : « Laisse-moi placer, mon cher garçon, mon bras autour de toi, que tu ressentes la pulsation de notre brillant avenir et de ton admirable don. »
James écrit à son ami homosexuel Howard Overing Sturgis : « Je répète, sans secret, que j'aurais pu vivre avec toi. Au lieu de quoi je ne peux qu'essayer de vivre sans toi », et ce n'est que dans les lettres à de jeunes hommes que James se déclare leur « amant ». Une grande partie de ses amis proches sont homosexuels ou bisexuels. Après une longue visite à Howard Sturgis, il évoque leur « joyeux petit congrès de deux ». Dans sa correspondance avec Hugh Walpole, il joue sur les mots à propos de leur relation, se voyant lui-même comme un « éléphant » qui « te tripote, de tellement bonne grâce » et enchaîne à propos de « la vieille trompe expressive » de son ami. Ses lettres, discrètement reproduites, à Walter Berry ont longtemps été appréciées pour leur érotisme légèrement voilé.
Cependant la reproduction de lettres ne prouve et ne modifie en rien la personnalité de l'auteur en quête de sentiments élevés et de justice ayant tout le long de ses romans un véritable sens de l'éthique ; on lui pardonnera ainsi la poésie voluptueuse de sa correspondance à ses amis de toutes origines. Il ne faut pas oublier qu'Henry James est, à l'origine, dépressif à l'image de Roderick Hudson, maladie qui peut provoquer, comme chez son protagoniste, le besoin incoercible de créer donc, chez lui, d'écrire des lettres (et des romans) à ses connaissances, et il semble bien qu'il n'a trahi personne, pas même les médiocres et les curieux qu'il a su si bien dépeindre.

## Analyse de l'œuvre

### Style et sujets

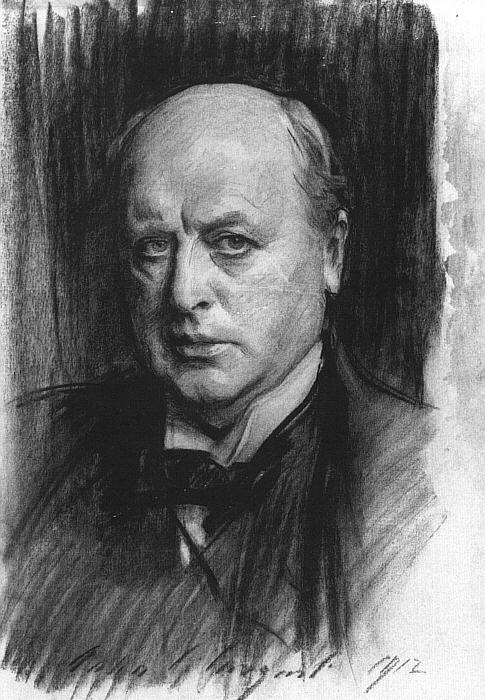
Portrait of Henry James, fusain de John Singer Sargent (1912).

Henry James est l'une des figures majeures de la littérature transatlantique. Son œuvre met le plus souvent en scène des personnages de l'Ancien Monde (l'Europe), incarnant une civilisation féodale, raffinée et souvent corrompue, et du Nouveau Monde (les États-Unis), où les gens sont plus impulsifs, ouverts et péremptoires et incarnent les vertus — de liberté et de moralité — de la nouvelle société américaine. C'est ce qu'il est convenu d'appeler le thème international. Henry James explore ainsi les conflits de cultures et de personnalités dans des récits où les relations personnelles sont entravées par un pouvoir plus ou moins bien exercé. Ses protagonistes sont souvent de jeunes femmes américaines confrontées à l'oppression ou au dénigrement. Comme l'a remarqué sa secrétaire Theodora Bosanquet dans sa monographie Henry James at Work : « Lorsqu'il s'échappait du refuge de son travail pour voir le monde autour de lui, il ne voyait qu'un lieu de tourments, où des prédateurs plantent sans cesse leurs griffes dans la chair frémissante d'enfants de la lumière condamnés et sans défense… Ses romans ne sont qu'un exposé récurrent de cette faiblesse, un plaidoyer passionné et réitéré pour l'entière liberté du développement, à l'abri de la bêtise aveugle et barbare. »

### Les grands romans
Bien que toute sélection des romans de Henry James repose inévitablement sur une certaine subjectivité, les livres suivants ont fait l'objet d'une attention particulière dans de nombreuses critiques et études.
La première période de la fiction de Henry James, dont Portrait de femme est considérée comme le sommet, se concentre sur le contraste entre l'Europe et l'Amérique. Le style de ces romans est plutôt direct et, malgré son caractère propre, tout à fait dans les normes de la fiction du XIXe siècle. Roderick Hudson (1875) est un roman dans le monde de l'Art qui suit le parcours du personnage titre, un sculpteur très doué. Même si le livre montre quelques signes d'immaturité ; c'est le premier grand roman de James, qui reçut un bon accueil grâce à la peinture pleine de vie des trois personnages principaux : Roderick Hudson, doté d'un grand talent mais instable et versatile ; Rowland Mallet, le patron mais aussi l'ami de Roderick, plus mature que lui ; et Christina Light, une femme fatale aussi ravissante qu'exaspérante. Le duo Hudson-Mallet fut interprété comme les deux faces de la personnalité de l'auteur : l'artiste à l'imagination fougueuse et le mentor incarnant sa conscience.
Bien que Roderick Hudson place déjà des personnages américains dans un décor européen, l'écrivain fait reposer son roman suivant sur un contraste Europe–Amérique encore plus explicite. C'est même le principal sujet de L'Américain (1877). Le livre mêle le mélodrame à la comédie sociale, dans les aventures et mésaventures de Christopher Newman, un homme d'affaires américain d'un heureux naturel, mais plutôt gauche dans son premier voyage en Europe. Newman est à la recherche d'un monde différent de son univers des affaires du XIXe siècle aux États-Unis. Tout en découvrant la beauté et la laideur de l'Europe, il apprend à se méfier des apparences.
Henry James écrit ensuite Washington Square (1880), une tragi-comédie relativement simple qui rend compte du conflit entre une fille, douce, soumise et maladroite, et son père, un brillant manipulateur. Le roman est souvent comparé à l'œuvre de Jane Austen pour la grâce et la limpidité de sa prose, et la description centrée sur les relations familiales. Comme Henry James n'était pas particulièrement enthousiaste au sujet de Jane Austen, il n'a sans doute pas trouvé la comparaison flatteuse. En fait, il n'était pas non plus très satisfait de Washington Square. En tentant de le relire pour l'inclure dans la New York Edition de sa fiction (1907–09), il s'aperçut qu'il ne pouvait pas. Aussi l'exclut-il de cette anthologie. Mais suffisamment de lecteurs ont apprécié le roman pour en faire l'une de ses œuvres les plus populaires.
Avec Portrait de femme (1881), Henry James achève la première phase de sa carrière par une œuvre qui demeure son roman le plus connu. C'est l'histoire d'une jeune américaine très vivante, Isabel Archer, qui "affronte son destin" en le trouvant étouffant. Héritière d'une fortune, elle devient la victime d'un piège machiavélique tendu par deux expatriés américains. Le récit se déroule principalement en Europe, surtout en Angleterre et en Italie. Considéré souvent comme le chef-d'œuvre de la première période de l'œuvre d'Henry James, Portrait de femme n'est pas seulement une réflexion sur les différences entre le Nouveau Monde et l'Ancien, mais traite de thèmes comme la liberté personnelle, la responsabilité morale, la trahison et la sexualité.
Dans les années suivantes, Henry James écrit Les Bostoniennes (1886), une tragi-comédie douce-amère qui met en scène : Basil Ransom, un homme politique conservateur du Mississippi ; Olive Chancellor, la cousine de Ransom, féministe zélée de Boston ; et Verena Tarrant, la jolie protégé d'Olive au sein du mouvement féministe. L'intrigue s'établit autour de la lutte entre Ransom et Olive pour remporter l'intérêt et l'affection de Verena, même si le roman comprend aussi un large exposé sur les activistes politiques, les journalistes et les opportunistes excentriques.
Henry James publie ensuite La Princesse Casamassima (1886), l'histoire d'un jeune relieur londonien intelligent mais indécis, Hyacinth Robinson, qui se trouve impliqué dans la politique anarchiste et un complot terroriste. Ce roman est assez unique dans l'œuvre jamesienne, par le sujet traité ; mais il est souvent associé aux Bostoniennes, qui évoque aussi le milieu politique.
Au moment où Henry James tente une dernière fois de conquérir la scène, il écrit La Muse tragique (1890). Le roman offre un panorama vaste et réjouissant de la vie anglaise, en suivant les fortunes de deux aspirants artistes : Nick Dormer, tiraillé entre la carrière politique et ses efforts pour devenir peintre, et Miriam Rooth, une actrice cherchant à tout prix le succès commercial et artistique. De nombreux personnages secondaires les aident et les empêchent d'accéder à leurs rêves. Ce livre reflète l'intérêt dévorant de Henry James pour le théâtre, et est souvent considéré comme le dernier récit de la deuxième phase de sa carrière romanesque.
Après l'échec de ses tentatives de dramaturge, l'auteur retourne à la fiction et commence à explorer la conscience de ses personnages. Son style gagne en complexité afin d'approfondir ses analyses. Les Dépouilles de Poynton (1897), vu comme le premier exemple de cette dernière période, est un roman plus court que les précédents qui décrit l'affrontement entre Mrs. Gereth, veuve au goût impeccable et à la volonté de fer, et son fils Owen autour d'une demeure remplie de meubles anciens de grande valeur. L'histoire est racontée par Fleda Vetch, une jeune femme amoureuse d'Owen, mais également en empathie avec l'angoisse de sa mère craignant de perdre les biens qu'elle collecta patiemment.
Henry James poursuit son approche plus impliquée et plus psychologique de sa fiction avec Ce que savait Maisie (1897), l'histoire de la fille raisonnable de parents divorcés irresponsables. Le roman trouve une résonance contemporaine avec ce récit déterminé d'une famille dysfonctionnelle ; mais il présente aussi un tour de force notable de l'auteur, qui nous fait suivre le personnage principal depuis sa prime enfance jusqu'à sa maturité précoce.
La troisième et dernière période de Henry James atteint sa plénitude dans trois romans publiés au début du XXe siècle. Le critique F. O. Matthiessen voit en cette trilogie la phase majeure de l'auteur, et ces romans ont fait l'objet de nombreuses études. Le premier publié fut écrit en second : Les Ailes de la colombe (1902) raconte l'histoire de Milly Theale, une riche héritière américaine en proie à une grave maladie qui la condamne, et l'impact que cela provoque autour d'elle. Certains proches l'entourent sans mauvaise pensée, tandis que d'autres agissent par intérêt personnel. Dans ses autobiographies, Henry James révèle que Milly lui fut inspirée par Minny Temple, sa bien-aimée cousine morte prématurément de la tuberculose. Il dit avoir essayé de lui rendre hommage dans la « beauté et la dignité de l'art. »
Le deuxième roman publié de cette trilogie, Les Ambassadeurs (1903), est une comédie sombre qui suit le voyage du protagoniste Lambert Strether en Europe à la poursuite du fils de sa fiancée qu'il doit ramener dans le giron familial. La narration à la troisième personne se déroule du seul point de vue de Strether qui doit faire face à des complications inattendues. Dans la préface à sa parution dans New York Edition, Henry James place ce livre au sommet de ses réussites, ce qui provoqua quelques remarques désapprobatrices. La Coupe d'or (1904) est une étude complexe et intense du mariage et de l'adultère qui termine cette « phase majeure » et essentielle de l'œuvre romanesque de James. Ce livre explore les tensions relationnelles entre un père et sa fille et leurs conjoints respectifs. Le roman s'attarde en profondeur et presque exclusivement sur la conscience des principaux personnages, avec un sens obsessif du détail et une forte vie intérieure.

### Nouvelles
Pendant toute sa carrière, Henry James s'est tout particulièrement intéressé à ce qu'il appelait la « belle et bénie nouvelle », ou les récits de taille intermédiaire. Il en écrivit 112. Parmi ces textes, on compte de nombreuses nouvelles très concises, dans lesquelles l'auteur parvient à traiter de sujets complexes en peu de mots. À d'autres moments, le récit s'approche d'un court roman, bien que le nombre de personnages demeure limité. Daisy Miller, Les Papiers d'Aspern, Le Motif dans le tapis et Le Tour d'écrou sont représentatifs de son talent dans le court format de la fiction.
Les nouvelles observent grosso modo les mêmes phases créatrices que les romans de James, toutefois plusieurs récits fantastiques en jalonnent le parcours. Jusqu'à Une liasse de lettres (1879), les nouvelles laissent d'abord paraître les diverses influences subies par le jeune Henry, puis voient s'établir son style plus personnel, notamment dans les textes qui abordent le thème international : Un pèlerin passionné, Daisy Miller, Un épisode international.
La deuxième période, qui s'amorce en 1882, alors que James n'a publié aucune nouvelle depuis plus de deux ans, voit la multiplication des expériences sur le point de vue narratif et l'approfondissement des thèmes psychologiques, comme en font foi Les Papiers d'Aspern et Le Menteur. À partir de 1891, année de parution de L'Élève, la nouvelle atteint chez James une densité narrative, une virtuosité technique et une diversité de tonalités qui annoncent la maturité. Pendant cette décennie des années 1890, où James est particulièrement prolifique dans la nouvelle, certains textes, tels La Chose authentique, La Vie privée ou L'Autel des morts, paraissent à bien des égards des exercices de style épurés tant le déroulement des péripéties se limite à un lent, subtil et unique retournement des situations et des personnages. D'autres récits, tout en usant de divers registres, ont pour objet l'écrivain (La Leçon du maître, Greville Fane, La Mort du lion) ou encore la littérature elle-même (Le Motif dans le tapis), dont ils interrogent la « valeur sociale » ou « l'essence artistique ». James produit alors peu de textes fantastiques, mais ses histoires de fantômes se dégagent résolument des effets convenus du genre au profit des rapports affectifs et de la subjectivité, comme le prouvent Sir Edmund Orme et Owen Wingrave.
La dernière phase, qui s'installe progressivement dès 1891, et dont Les Amis des amis et Le Tour d'écrou constituent les porches effectifs, recèle des nouvelles aux univers souvent troubles et désenchantés, parfois éclairés de quelque mordante satire (La Maison natale), par le recours à une technique de composition soigneusement élaborée. À des passages dialogués de facture très théâtrale succède une narration à la fois diserte dans le discours et très économe dans le déroulement des faits, où la fatalité et le regret forment le double thème récurrent, ainsi que l'illustrent La Bête dans la jungle et Le Coin plaisant.

## Œuvre

### Romans
- 1871 : Le Regard aux aguets (Watch and Ward)
- 1876 : Roderick Hudson
- 1877 : L'Américain (The American)
- 1878 : Les Européens (The Europeans)
- 1879 : Confiance (Confidence)
- 1880 : Washington Square
- 1881 : Portrait de femme (The Portrait of a Lady)
- 1886 : Les Bostoniennes (The Bostonians)
- 1886 : La Princesse Casamassima (The Princess Casamassima)
- 1888 : Reverberator (The Reverberator)
- 1890 : La Muse tragique (The Tragic Muse)
- 1896 : L'Autre Maison (The Other House)
- 1897 : Les Dépouilles de Poynton (The Spoils of Poynton)
- 1897 : Ce que savait Maisie (What Maisie Knew)
- 1899 : L'Âge difficile (The Awkward Age)
- 1901 : La Source sacrée (The Sacred Fount)
- 1902 : Les Ailes de la Colombe (The Wings of the Dove)
- 1903 : Les Ambassadeurs (The Ambassadors)
- 1904 : La Coupe d'or (The Golden Bowl)
- 1908 : The Whole Family (roman en collaboration avec onze autres auteurs)
- 1911 : Le Tollé (The Outcry)
- 1917 : La Tour d'ivoire (The Ivory Tower) - inachevé, publié à titre posthume
- 1917 : Le Sens du passé (The Sense of the Past) - inachevé, publié à titre posthume

### Nouvelles
- 1864 : Une tragédie de l'erreur (A Tragedy of Error)
- 1865 : L'Histoire d'une année (en) (The Story of a Year)
- 1866 : Un paysagiste (A Landscape Painter) : Un jour béni (A Day of Days)
- 1867 : Mon ami Bingham (My Friend Bingham)
- 1867 : Pauvre Richard (Poor Richard)
- 1868 : L'Histoire d'un chef-d'œuvre (The Story of a Masterpiece)
- 1868 : Le Roman de quelques vieilles robes, aussi connue sous les titres Le Roman de certains vieux vêtements ou Histoire singulière de certains vieux habits (The Romance of Certain Old Clothes)
- 1868 : Un cas fort extraordinaire (A Most Extraordinary Case)
- 1868 : Un problème (A Problem)
- 1868 : De Grey: une romance, aussi connue sous le titre De Grey : histoire romantique (De Grey: a romance)
- 1868 : La Vengeance d'Osborne (Osborne Revenge)
- 1869 : Un homme léger (A Light Man)
- 1869 : Gabrielle de Bergerac (Gabrielle De Bergerac)
- 1870 : Compagnons de voyage (Travelling Companions)
- 1871 : Un pèlerin passionné (A Passionate Pilgrim)
- 1871 : Autour d'Isella (At Isella)
- 1871 : Maître Eustache (Master Eustache)
- 1872 : La Confession de Guest (Guest's Confession)
- 1873 : La Madone de l'avenir (The Madonna of the Future)
- 1873 : La Maîtresse de M. Briseux, aussi connue sous le titre La Petite Amie de M. Briseux (The Sweetheart of M. Briseux)
- 1874 : Le Dernier des Valerii (The Last of the Valerii)
- 1874 : Madame de Mauves
- 1874 : Adina
- 1874 : Le Professeur Fargo (Professor Fargo)
- 1874 : Eugene Pickering
- 1875 : Benvolio
- 1876 : La Cohérence de Crawford (Crawford's Consistency)
- 1876 : La Redevance du fantôme, aussi connue sous les titres La Redevance du spectre,  Le Loyer du fantôme  ou Le Fantôme locataire (The Ghostly Rental)
- 1877 : Quatre rencontres (Four Meetings)
- 1878 : Rose-Agathe
- 1878 : Daisy Miller
- 1878 : Le Mariage de Longstaff (Longstaff's Marriage)
- 1879 : Un épisode international (An International Episode)
- 1879 : La Pension Beaurepas (The Pension Beaurepas)
- 1879 : Retour à Florence, aussi connue sous le titre Journal d'un homme de cinquante ans (A Diary of a Man of Fifty)
- 1879 : Une liasse de lettres (A Bundle of Letters)
- 1882 : Le Point de vue (The Point of View)
- 1883 : Le Siège de Londres (The Siege of London)
- 1883 : Les Impressions d'une cousine (The Impressions of a Cousin)
- 1884 : Lady Barberina
- 1884 : L'Auteur de « Beltraffio » (The Author of "Beltraffio")
- 1884 : Pandora
- 1884 : Les Raisons de Georgina (Georgina's Reasons)
- 1884 : Un hiver en Nouvelle-Angleterre (A New England Winter)
- 1884 : Le Sentier du devoir (The Path of Duty)
- 1887 : Mrs Temperly (Mrs Temperly, aussi connue sour le titre Cousin Maria)
- 1888 : Louise Pallant
- 1888 : Les Papiers d'Aspern (The Aspern Papers)
- 1888 : Le Menteur (The Liar)
- 1888 : L'Avertissement moderne (The Modern Warning)
- 1888 : Une vie à Londres (A London Life)
- 1888 : La Leçon du maître (The Lesson of the Master)
- 1888 : Le «Patagonia» (The Patagonia)
- 1889 : La Solution (The Solution)
- 1891 : L'Élève (The Pupil)
- 1891 : Brooksmith
- 1891 : Les Mariages (The Mariages)
- 1891 : Le Chaperon (The Chaperon)
- 1891 : Sir Edmund Orme
- 1892 : Nona Vincent
- 1892 : La Chose authentique (The Real Thing)
- 1892 : La Vie privée (The Private Life)
- 1892 : Lord Beaupré
- 1892 : Les Visites (The Visits)
- 1892 : Sir Dominick Ferrand
- 1892 : Greville Fane
- 1892 : Collaboration (Collaboration)
- 1892 : Owen Wingrave
- 1893 : La Roue du temps (The Wheel of Time)
- 1893 : Entre deux âges (en), aussi connue sous le titre Les Années médianes (The Middle Years), rééd. Allia, 2012.
- 1894 : La Mort du lion (The Death of the Lion)
- 1894 : Le Fonds Coxon (en) (The Coxon Fund)
- 1895 : L'Autel des morts (The Altar of the Dead)
- 1895 : La Prochaine Fois (en) (The Next Time)
- 1896 : Le Motif dans le tapis, aussi connu sous le titre L'Image dans le tapis, Le Secret du romancier ou La Figure dans le tapis (The Figure in the Carpet)
- 1896 : Les Lunettes (en) (Glasses)
- 1896 : Les Amis des amis (The Friends of the Friends), nouvelle remaniée à partir de The Way it Came, traduit sous le titre L'Origine de la chose ou Comment tout arriva
- 1898 : Jean Delavoy
- 1898 : Le Tour d'écrou (The Turn of the Screw)
- 1898 : Dans la cage (In the Cage)
- 1898 : Covering End
- 1899 : Le Cas donné (The Given Case)
- 1899 : La Grande Condition (The Great Condition)
- 1899 : L'« Europe » (en) (Europe)
- 1899 : Les Fausses Perles (Paste)
- 1899 : La Vraie Bonne Attitude (en) (The Real Right Thing)
- 1900 : L'Endroit parfait (en) (The Great Good Place)
- 1900 : Maud-Evelyn
- 1900 : Miss Gunton de Poughkeepsie (Miss Gunton of Poughkeepsie)
- 1900 : L'Arbre de la connaissance (The Tree of Knowledge)
- 1900 : L'Humiliation des Northmore (The Abasement of the Northmores)
- 1900 : La Tierce Personne (The Third Person)
- 1900 : L'Espèce particulière (The Special Type)
- 1900 : La Marque du temps (The Tone of Time)
- 1900 : Les Ailes brisées (Broken Wings)
- 1900 : Les Deux Visages (The Two Faces)
- 1901 : Mrs. Medwin (en)
- 1901 : Le Holbein de Lady Beldonald (The Beldonald Holbein)
- 1902 : L'Intrigue dans l'affaire (The Story In It)
- 1902 : Flickerbridge
- 1903 : La Bête dans la jungle (The Beast in the Jungle)
- 1903 : La Maison natale (The Birthplace)
- 1903 : Les Journaux (The Papers)
- 1904 : Le Château de Fordham (Fordham Castle)
- 1908 : Julia Bride
- 1909 : Le Coin plaisant, aussi connu sous les titres Le Coin du retour ou Le Coin charmant  (The Jolly Corner)
- 1909 : Le Gant de velours (The Velvet Glove)
- 1909 : Mora Montravers
- 1909 : La Sombre Cornelia, aussi connu sous le titre Le Crêpe noir de Cornelia (Crapy Cornelia)
- 1910 : Le Banc de la désolation (The Bench of Desolation)
- 1910 : Une tournée de visites (A Round of Visits)
- 1937 : Hugh Merrow, nouvelle inachevée (découverte et publiée par Leon Edel en 1937[22])

### Recueils de nouvelles originaux en anglais
- 1875 : A Passionate Pilgrim and Other Tales
- 1893 : Terminations
- 1893 : The Real Thing and Other Tales
- 1896 : Embarrassments
- 1900 : The Soft Side
- 1903 : The Better Sort

### Intégrales des nouvelles en français
- Œuvres complètes I : Nouvelles 1864-1875, traduit par Jean Pavans, Paris, Éditions de la Différence, 1990
- Œuvres complètes II : Nouvelles 1876-1888, traduit par Jean Pavans, Paris, La Différence, 1992
- Œuvres complètes III : Nouvelles 1888-1896, traduit par Jean Pavans, Paris, La Différence, 2008
- Œuvres complètes IV : Nouvelles 1896-1910, traduit par Jean Pavans, Paris, La Différence, 2009
- L'Intégrale thématique des 112 nouvelles en douze volumes, traduit par Jean Pavans, Paris, La Différence, coll. « Minos » : 
  - 1. La Maîtresse de M. Briseux, et sept autres nouvelles. La France, 2010
  - 2. Les Papiers d'Aspern, et sept autres nouvelles. L'Italie, 2010
  - 3. Le Siège de Londres, et cinq autres nouvelles. L'Angleterre, 2011
  - 4. Une tournée de visite, et neuf autres nouvelles. L'Amérique, 2011
  - 5. Le Point de vue, et sept autres nouvelles. Affaires transatlantiques, 2012
  - 6. Le Motif dans le tapis, et onze autres nouvelles. La Vie littéraire, 2012
  - 7. Daisy Miller, et neuf autres nouvelles. Portraits de femmes, 2016
- Nouvelles complètes, Paris, Éditions Gallimard, coll. « Bibliothèque de la Pléiade », tomes I et II, 2003 ; tomes III et IV, 2011

### Anthologies de nouvelles traduites en français
- Rêves Yankees, choisis, traduits et présentés par François Rivière, éditions François Veyrier, 1978 - recueil de quatre nouvelles de jeunesse : La Madone du futur (1873), Eugene Pickering (1874), Quatre rencontres (1877), Le Point de vue (1882)

### Théâtre
- 1894 : Tenants
- 1894 : Disengaged
- 1894-1895 : Guy Domville
- 1895 : The Album
- 1895 : The Reprobate

### Récits de voyage
- 1884 : Voyage en France (A Little Tour in France), traduit par Philippe Blanchard, éditions Robert Laffont, 1987
- 1905 : Heures anglaises (English Hours), traduit par Jean Pavans, Paris, Le Seuil, 2012
- 1907 : La Scène américaine (The American Scene), traduit par Jean Pavans, Paris, La Différence, 1993 ; réédition, coll. « Minos », 2008
- 1909 : Heures italiennes (Italian Hours), traduit par Jean Pavans, Paris, La Différence, 1985 ; réédition, coll. « Minos », 2006
- Esquisses parisiennes, traduit par Jean Pavans, Paris, La Différence, 1988 ; réédition coll. « Minos », 2006
- Un petit tour en Languedoc, traduit par J.-P. Piniès, illustrations Joseph Pennell, éditions Pimientos/Lettres du Languedoc, 2010

### Essais
- 1875 : Transatlantic Sketches
- 1878 : French Poets and Novelists
- 1879 : Hawthorne, traduction et préface par Sophie Geoffroy-Menoux, Paris, José Corti, 2000
- 1888 : Partial Portraits (également publié sous le titre The Art of fiction).
- 1893 : Essays in London and Elsewhere
- 1893 : Picture and Text
- 1903 : William Wetmore Story and His Friends
- 1908 : Views and Reviews
- 1914 : Notes on Novelists
- La Situation littéraire actuelle en France, choix, traduction et préface de Jean Pavans, Paris, Le Seuil, 2010, essais sur Balzac, Flaubert, Zola, Maupassant, Dumas fils...

### Traduction
James a traduit plusieurs textes de Prosper Mérimée et Lorenzaccio d'Alfred de Musset dans les années 1870, sans trouver d'éditeur. Près de vingt ans plus tard, il traduit, à la demande du Harper's Monthly Magazine et pour des raisons alimentaires, Port-Tarascon d'Alphonse Daudet, qui venait d'être publié en France. Son travail est sérialisé dans le mensuel américain de juin à novembre 1890. La chercheuse Fabienne Durand-Bogaert a qualifié ces quelques expériences de « choix de textes pour le moins surprenant ».

## Adaptations de ses œuvres

### Adaptations au cinéma
- 1933 : Berkeley Square, film américain réalisé par Frank Lloyd, adaptation du roman posthume et inachevé Le Sens du passé (The Sense of the Past)
- 1947 : Moments perdus (The Lost Moment), film américain réalisé par Martin Gabel, adaptation de la nouvelle Les Papiers d'Aspern, avec Susan Hayward et Robert Cummings.
- 1949 : L'Héritière (The Heiress), film américain réalisé par William Wyler, adaptation de la pièce de théâtre The Heiress, adaptation pour la scène par Ruth Goetz et Augustus Goetz du roman Washington Square. Le film remporte quatre Oscars, dont celui de la meilleure actrice pour Olivia de Havilland dans le rôle de Catherine Sloper.
- 1961 : Les Innocents (The Innocents), film britannique réalisé par Jack Clayton, adaptation de la nouvelle Le Tour d'écrou, scénario de Truman Capote
- 1971 : Le Corrupteur, (The Nightcomers), film britannique réalisé par Michael Winner, adaptation de la nouvelle Le Tour d'écrou, avec Marlon Brando
- 1974 : Daisy Miller, film américain réalisé par Peter Bogdanovich, adaptation de la nouvelle éponyme, avec Cybill Shepherd
- 1978 : La Chambre verte, film français réalisé par François Truffaut, scénario écrit d'après les nouvelles L'Autel des morts, La Bête dans la jungle et Les Amis des amis
- 1981 : Les Ailes de la colombe, film français réalisé par Benoît Jacquot, adaptation du roman éponyme, avec Isabelle Huppert, Dominique Sanda et Michele Placido
- 1982 : Aspern, film franco-portugais réalisé par Eduardo de Gregorio, adaptation de la nouvelle éponyme, avec Jean Sorel, Bulle Ogier, Alida Valli
- 1994 : Le Tour d'écrou, film britannique réalisé par Rusty Lemorande, avec Patsy Kensit et Stéphane Audran
- 1996 : Portrait de femme (The Portrait of a Lady), film américano-britannique réalisé par Jane Campion, adaptation du roman éponyme, avec Nicole Kidman dans le rôle-titre
- 1996 : L'Élève, film français réalisé par Olivier Schatzky, avec Vincent Cassel, Jean-Pierre Marielle et Caroline Cellier
- 1997 : Washington Square, film américain réalisé par Agnieszka Holland, nouvelle adaptation de Washington Square, avec Jennifer Jason Leigh
- 1997 : Les Ailes de la colombe (The Wings of the Dove), film américano-britannique réalisé par Iain Softley, adaptation du roman éponyme, avec Helena Bonham Carter, nommée à l'Oscar de la meilleure actrice pour son interprétation de Kate Croy
- 2012 : What Maisie Knew, film américain réalisé par Scott McGehee et David Siegel, adaptation du roman éponyme, avec Alexander Skarsgård, Julianne Moore et Steve Coogan
- 2019 : Les Envoûtés, adaptation de la nouvelle Les Amis des amis, réalisée par Pascal Bonitzer avec Nicolas Duvauchelle et Sara Giraudeau

Trois de ses romans ont été adaptés par la compagnie Merchant-Ivory Productions de Ismail Merchant et James Ivory :
- 1978 : Les Européens (The Europeans), film américano-britannique réalisé par James Ivory, adaptation du roman éponyme, avec Lee Remick, Robin Ellis (en) et Wesley Addy
- 1984 : Les Bostoniennes (The Bostonians), film américano-britannique réalisé par James Ivory, adaptation du roman éponyme, avec Madeleine Potter, Vanessa Redgrave et Christopher Reeve
- 2000 : La Coupe d'or (The Golden Bowl), film américano-britannique réalisé par James Ivory, adaptation du roman éponyme, avec Uma Thurman, Jeremy Northam et Kate Beckinsale

### Adaptations à la télévision
- 1949 : Berkeley Square, téléfilm américain réalisé par Worthington Miner, adaptation du roman Le Sens du passé (The Sense of the Past), épisode 9, saison 1 de la série télévisée Studio One
- 1950 : The Marriages, téléfilm américain réalisé par Fred Coe, adaptation de la nouvelle éponyme, épisode 21, saison 2 de la série télévisée The Philco Television Playhouse
- 1950 : The American, téléfilm américain réalisé par Gordon Duff, adaptation du roman éponyme, épisode 35, saison 2 de la série télévisée The Philco Television Playhouse
- 1950 : The Passionate Pilgrim, téléfilm américain réalisé par Paul Nickell, adaptation de la nouvelle éponyme, épisode 6, saison 3 de la série télévisée Studio One
- 1950 : The Pupil, téléfilm américain réalisé par Delbert Mann, adaptation de la nouvelle éponyme, épisode 16, saison 3 de la série télévisée The Philco Television Playhouse
- 1951 : The Ambassadors, téléfilm américain réalisé par Franklin J. Schaffner, adaptation du roman éponyme, épisode 27, saison 3 de la série télévisée Studio One
- 1952 : The Wings of the Dove, téléfilm américain réalisé par Franklin J. Schaffner, adaptation du roman éponyme, épisode 26, saison 4 de la série télévisée Studio One
- 1965 : La Redevance du fantôme, téléfilm français réalisé par Robert Enrico, adaptation de la nouvelle éponyme par Jean Gruault, avec Marie Laforêt et Darling Légitimus
- 1974 : Le Tour d'écrou, téléfilm français réalisé par Raymond Rouleau, avec Suzanne Flon, Robert Hossein et Marie-Christine Barrault
- 1975 : Washington Square, téléfilm français réalisé par Jean-Louis Roncoroni, réalisation Alain Boudet, adaptation du roman éponyme
- 1976 : Le Banc de la désolation, téléfilm réalisé par Claude Chabrol, épisode de la série télévisée Nouvelles de Henry James (1/5)[26]
- 1976 : De Grey, téléfilm réalisé par Claude Chabrol, avec Daniel Lecourtois et Hélène Perdrière, épisode de la série télévisée Nouvelles de Henry James (2/5)
- 1976 : L'Auteur de Beltraffio, téléfilm réalisé par Tony Scott, épisode de la série télévisée Nouvelles de Henry James (3/5)
- 1976 : Les Raisons de Georgina, téléfilm réalisé par Volker Schlöndorff, épisode de la série télévisée Nouvelles de Henry James (4/5)
- 1976 : Un jeune homme rebelle, téléfilm réalisé par Paul Seban, avec Mathieu Carrière et Bernard Giraudeau, épisode de la série télévisée Nouvelles de Henry James (5/5)
- 1979 : Le Destin de Priscilla Davies, téléfilm réalisé par Raymond Rouleau, adaptation de la nouvelle Dans la cage (In the Cage)[27]
- 2007 : Le Pendu, téléfilm français réalisé par Claire Devers, avec Dominique Blanc, Dominique Reymond et Denis Podalydès, adaptation de la nouvelle La Tierce Personne (The Third Person)
- 2020 : The Haunting of Bly Manor, série américaine Netflix créée par Mike Flanagan, adaptation des nouvelles Le Tour d'écrou et Le Roman de quelques vieilles robes.

### Adaptations théâtrales
- 1962 : The Aspern Papers, adaptation pour la scène de la nouvelle Les Papiers d'Aspern par Michael Redgrave et produite avec succès à Broadway. Wendy Hiller et Maurice Evans jouaient les rôles principaux. La pièce est remontée de nombreuses fois depuis cette production originale.
- 1981 : La Bête dans la jungle, d’après la nouvelle éponyme, adaptation Marguerite Duras, mise en scène Alfredo Arias, avec Sami Frey et Delphine Seyrig, théâtre Gérard-Philipe.
- 1985 : Retour à Florence, de Jean Pavans, d'après The Diary of a Man of Fifty, mise en scène de Simone Benmussa, au Théâtre du Rond-Point.
- 1992 : Héritage, coproduction avec le Centre national de création d'Orléans, mise en scène de Gildas Bourdet - création au CADO d’Orléans, représentations au théâtre de Paris, Festival d’Angers et de Ramatuelle.
- 2002 : Les Papiers d'Aspern, d'après la nouvelle éponyme, adaptation de Jean Pavans, mise en scène de Jacques Lassalle, avec Françoise Seigner, Catherine Hiegel, Jean-Damien Barbin, théâtre Vidy-Lausanne, en coproduction avec la Comédie-Française, reprise en 2003 et 2004 au théâtre du Vieux-Colombier.
- 2004 : La Bête dans la jungle de James Lord, d’après la nouvelle éponyme, mise en scène Jacques Lassalle, avec Gérard Depardieu et Fanny Ardant, théâtre de la Madeleine.
- 2005 : L'Auteur de Beltraffio, de Jean Pavans, d'après la nouvelle éponyme, mise en espace de Jacques Lassalle, au festival Nava de Limoux.
- 2006 : Le Tour d'écrou, d'après la nouvelle éponyme, adaptation et mise en scène de Jean-François Matignon, création au Pot Au Noir (Saint-Paul-lès-Monestier, Isère)
- 2011 : La Leçon du maître, de Jean Pavans, d'après la nouvelle éponyme, mise en espace de Jacques Lassalle, Forum du Blanc-Mesnil (reprise en 2012 au festival Nava de Limoux).

### Opéras
- 1954 : The Turn of the Screw est un opéra en anglais, en un prologue, deux actes et seize scènes, composé par Benjamin Britten. Le livret est de Myfanwy Piper, d'après la nouvelle éponyme. La première représentation fut jouée au Teatro La Fenice de Venise, le 14 septembre 1954, dans le cadre de la Biennale de Venise.
- 1971 : Owen Wingrave, opéra en deux actes composé en 1971 par Benjamin Britten. Livret de Myfanwy Piper. Commandé par la BBC en 1966. Création télévisuelle.
- 1998 : L'opéra de Dallas présente The Aspern Papers de Dominick Argento en première mondiale.
- 2011 : La Bête dans la jungle, musique d'Arnaud Petit, sur un livret de Jean Pavans, créé en concert le 30 mai 2011 au Forum du Blanc-Mesnil, avec Eléonore Lemaire, Arnaud Marzorati, Coralie Seyrig (voix enregistrée), et l'orchestre Les Siècles, sous la direction de François-Xavier Roth.

#### Études
- Revue L'ARC, no 89 dirigé par Marc Saporta, Henry James, Éditions Le Jas, 1983.
- Nancy Blake, James, écriture et absence, Cistre, 1985.
- Laurette Veza, Henry James, Le Champ du regard, Paris, La Table ronde, 1989, 343 p.
- Évelyne Labbé, Écrits sur l'abîme : les derniers romans de Henry James, Presses universitaires de Lyon, 1990.
- Philippe Chardin, L'Amour dans la haine ou la jalousie dans la littérature moderne : Dostoïevski, James, Svevo, Proust, Musil, Genève, Droz, 1990.
- Mona Ozouf, La Muse démocratique, Henry James ou les pouvoirs du roman, Calmann-Lévy, 1998.
- Edgar F. Harden, A Henry James Chronology, Bansingstoke, Palgrave Macmillan, 2005, 344 p. (ISBN 978-1-4039-4229-6).
- Babette Sayer-Adda, Henry James. Sublimer et Vivre, PUF, 254 p., 2007.
- Jean Pavans, Heures jamesiennes, Paris, La Différence, 2008.
- André Green, L'Aventure négative, Hermann, 2009.
- Jean Pavans, Le Musée intérieur de Henry James, avec iconographie, Le Seuil, 2016.

#### Biographies
- Leon Edel, Henry James, une vie, Le Seuil, 1990.
- Theodora Bosanquet, Henry James à l'ouvrage, Le Seuil, 2000.

#### Biographies romanesques
- David Lodge, L'Auteur ! L'auteur ! (Author, Author, 2004), traduit en français par Suzanne V. Mayoux chez Payot & Rivages, coll. « Littérature étrangère », 2004 ; rééd. en poche, Payot & Rivages, coll. « Rivages poche. Bibliothèque étrangère » no 557, 2006. Ce roman met l'accent sur les rôles joués par ses échecs comme auteur de théâtre (voir le titre) et par la mort de Constance Fenimore Woolson dans l'évolution de l'art de James.
- Colm Tóibín, Le Maître (The Master, 2004), traduit en français par Anna Gibson, Robert Laffont, coll. « Pavillons », 2005 ; rééd. en poche chez 10/18, coll. « Domaine étranger » no 4107, 2008 — prix du Meilleur Livre étranger. Ce roman reconstitue la vie d'Henry James entre janvier 1895 et octobre 1899.